# كيتاساتو شيباسابورو
كيتاساتو شيباسابورو (29 يناير 1853 - 13 يونيو 1931) هو طبيب وعالم جراثيم ياباني في فترة الإمبراطورية اليابانية ساهم باكتشاف طاعون دبلي في هونغ كونغ عام 1894 في نفس الوقت تقريبًا مع الكسندر يرسين.

## روابط خارجية
- كيتاساتو شيباسابورو على موقع الموسوعة البريطانية (الإنجليزية)